# Aminofilina
Aminofilina (łac. Aminophyllinum) – lek składający się z mieszaniny 2 składników – teofiliny, która jest substancją czynną, oraz etylenodwuaminy, która jest rozpuszczalnikiem, ok. 20-krotnie zwiększającym rozpuszczalność (objętościowo w stosunku 2:1, wagowo teofilina to około 85%). Za działanie terapeutyczne odpowiada teofilina, choć niektórzy autorzy twierdzą, iż etylenodiamina wzmacnia działanie teofiliny. Aminofilinę można podawać zarówno dożylnie, jak i domięśniowo. Stężenie terapeutyczne aminofiliny w surowicy krwi wynosi 10–20 μg/ml.
Mechanizm działania:
- nieselektywny bloker fosfodiesterazy –> wzrost cAMP, cGMP –> rozszerzenie oskrzeli,
- bloker receptorów adenozynowych A1 i A2 –> blokuje skurcz oskrzeli powodowany adenozyną i uwalnianie histaminy,
- pobudza ośrodek oddechowy i uwrażliwia go na CO2,
- zwiększa skuteczność mm. oddechowych (zwłaszcza przepony),
- poprawia klirens nerkowy, działając słabo moczopędnie,
- rozszerza naczynia krwionośne (tętnicze mózgu, serca, nerek, płuc i skóry oraz naczynia żylne),
- łagodnie obniża ciśnienie tętnicze,
- działa dodatnio ino- i chronotropowo na serce.

Wskazania:
- astmie oskrzelowej,
- POCHP,
- stany zapalne oskrzeli z odczynem spastycznym,
- przewlekłe serce płucne przebiegające z niewydolnością oddechową,
- pomocniczo w rozkurczaniu dróg żółciowych oraz udarze mózgu.

Przeciwwskazania
- nadwrażliwość na składnik preparatu (szczególnie na etylenodiaminę),
- pw. względne:
  - świeży zawał serca,
  - zaburzenia rytmu serca (tachyarytmie),
  - ciężkie nadciśnienie tętnicze,
  - kardiomiopatia przerostowa ze zwężeniem drogi odpływu komory lewej,
  - choroba wrzodowa żołądka i dwunastnicy,
  - nadczynność tarczycy,
  - padaczka,
  - ciężkie zaburzenia czynności wątroby i nerek.

Aminofilina w postaci iniekcji była produkowana przez Zakłady Farmaceutyczne PLIVA Kraków, jednak została zakończona z powodu konieczności weryfikacji technologii. Ministerstwo Zdrowia zaakceptowało tę sytuację, dodając, że ze względu na liczne działania niepożądane aminofilina przestała być lekiem niezbędnym we współczesnej medycynie.
Nadal jest dostępna w Polsce w postaci surowca farmaceutycznego Aminophyllinum (producenci m.in. Pharma Cosmetic, Amara, Galfarm), który służy do sporządzania proszków dzielonych, kapsułek, czopków i płynnych mieszanek w zakresie receptury aptecznej.